# Ugo Piatti
Ugo Piatti (Milà, 1888–1953) va ser un pintor italià. És conegut per haver col·laborat amb Luigi Russolo en la construcció de la família d'instruments musicals intonarumori.

## Biografia
Piatti es va matricular a l'Accademia di belle arti di Brera el 1903 i va entrar en contacte amb els futuristes milanesos en els primers anys de la dècada següent, col·laborant amb Luigi Russolo i debutant a la Famiglia Artistica el 1911. Va acompanyar Filippo Tommaso Marinetti en els seus viatges a Londres, París i Praga després de la Primera Guerra Mundial. 

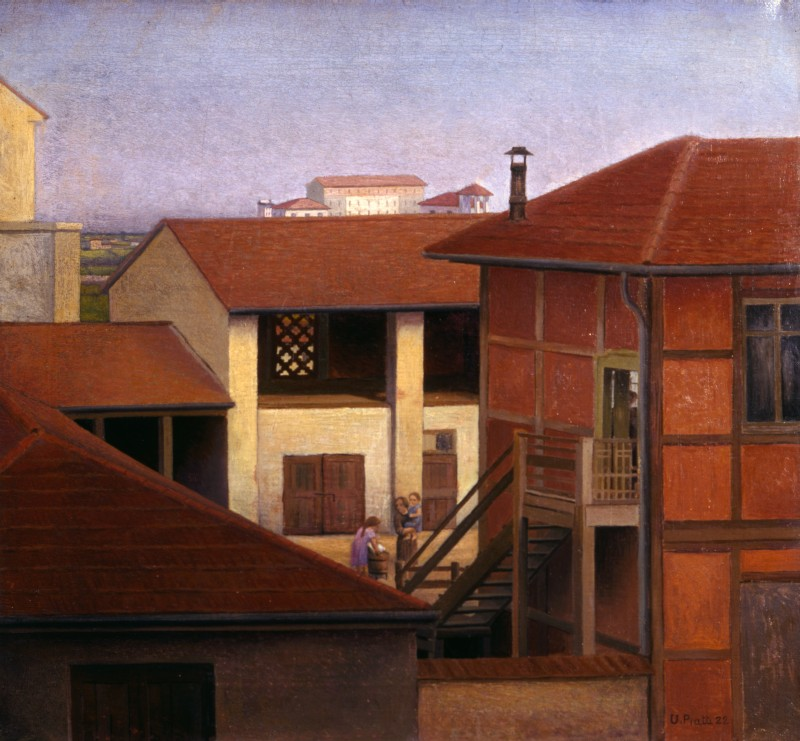
Paesaggio, 1922 (Fundació Cariplo)

La seva implicació amb el moviment Novecento italià a través de Margherita Sarfatti durant la dècada de 1920, va significar un maneig més senzill del volum i es va centrar en el paisatge, les vistes de Milà i les imatges de bodegons. Va exposar la seva obra a la XIV Exposició Internacional d'Art de la Biennal de Venècia el 1924 i a Milà a la primera i segona mostra del grup Novecento Italiano (1926 i 1929). Una de les seves obres es va comprar a la Galleria d'Arte Moderna el 1935, i va celebrar una exposició en solitari a la Galleria Pesaro el 1938.